# Alexis Roland-Manuel
Alexis Roland-Manuel (de nacimiento: Roland Alexis Manuel Levy, 22 de marzo de 1891 - 1 de noviembre de 1966) fue un compositor, musicólogo y crítico musical francés.
Fue alumno de Albert Roussel y en 1911 Erik Satie le presentó a Maurice Ravel, de quién sería pupilo y más tarde buen amigo. Roland-Manuel fue un crítico musical ecléctico y muy apreciado. Escribió varios libros sobre Ravel y colaboró con Igor Stravinsky para escribir el libro Poética Musical. También escribió sobre Manuel de Falla.
Fue profesor de estética musical en el Conservatorio de París de 1947 a 1961.

## Catálogo de obras
| Año    | Obra | Tipo de obra       |
| ------ | --- | ------------------ |
| 1920   | Isabelle et Pantalon, ópera bufa en dos actos (M. Jacob) (Paris, Trianon-Lyrique, 11 Dec 1922).            | Ópera              |
| 1929   | Le Diable amoureux (Roger Allard, d'après Cazotte), ópera bufa.                                            | Ópera              |
| 1941   | Échec à Don Juan (C.A. Puget) (en colaboración con Roger Désormière).                                      | Ópera              |
| 1942   | La Célestine (ópera, libreto de Marcel Achard sobre la obra de Fernando de Rojas).                         | Ópera              |
| 1955   | Jeanne d'Arc, (Péguy) oratorio.                                                                            | Ópera              |
| 1924   | Le tournoi singulier (según L'amour et la folie, de La Fontaine).                                          | Ballet             |
| 1928   | L'écran des jeunes filles.                                                                                 | Ballet             |
| 1936   | Elvire (Renée de Brimont) (sobre música de Scarlatti).                                                     | Ballet             |
| 1919   | Le Harem du Vice-roi, poema sinfónico.                                                                     | Música orquestal   |
| 1924   | Tempo di ballo, poema sinfónico.                                                                           | Música orquestal   |
| 1927   | Canarie (de Jeanne' Fan), para orquesta.                                                                   | Música orquestal   |
| 1927   | L'éventail de Jeanne (en colaboración con Milhaud, Ibert, Ferroud, Poulenc, Ravel, Marcel Delannoy, Auric) | Música orquestal   |
| 1938   | Concierto para piano.                                                                                      | Música orquestal   |
| 1938   | Pena di Francia, suite                                                                                     | Música orquestal   |
| 1922   | Trio à cordes.                                                                                             | Música de cámara   |
| 1927   | Piano Trio.                                                                                                | Música de cámara   |
| 1933   | Suite dans le goût espagnol, ob, bn, tpt, hpd.                                                             | Música de cámara   |
| (s.d.) | Fantaisie para oboe y piano                                                                                | Música de cámara   |
| (s.d.) | Idylles, para piano                                                                                        | Música para piano  |
| 1913   | Farizade au sourire de rose (Saâdi, poeta persa), para voz y piano.                                        | Música vocal       |
| 1922   | Trois romances (P.J. Toulet), para voz y orquesta.                                                         | Música vocal       |
| 1923   | Délie, objet de plus haute vertu (M. Scève), para voz y piano.                                             | Música vocal       |
| (s.d.) | Deux Élégies [Charmant rossignol (F. Maynard) - Chanson (J. Pellerin)], para soprano y flauta.             | Música vocal       |
| (s.d.) | Benedictiones, para coro femenino a capella.                                                               | Música vocal       |
| (s.d.) | Cantique de la Sagesse.                                                                                    | Música vocal       |
| (s.d.) | Trois poèmes de Maurice Scève.                                                                             | Música vocal       |
| (s.d.) | Sonnet de Ronsard.                                                                                         | Música vocal       |
| (s.d.) | Deux Rondels de Péronelle d'Armentières.                                                                   | Música vocal       |
| 1928   | Música para la película Gardiens de phare.                                                                 | Música de película |
| 1930   | Música para la película Le rêve.                                                                           | Música de película |
| 1930   | Música para la película La petite Lise.                                                                    | Música de película |
| 1930   | Música para la película Affaire classée.                                                                   | Música de película |
| 1931   | Música para la película Partir.                                                                            | Música de película |
| 1933   | Música para la película Crainquebille.                                                                     | Música de película |
| 1933   | Música para la película L'ami Fritz.                                                                       | Música de película |
| 1934   | Música para la película Roi de Camargue.                                                                   | Música de película |
| 1935   | Música para la película La bandera.                                                                        | Música de película |
| 1936   | Música para la película Les jumeaux de Brighton.                                                           | Música de película |
| 1937   | Música para la película L'etrange monsieur Victor.                                                         | Música de película |
| 1941   | Música para la película Remorques.                                                                         | Música de película |
| 1943   | 'Música para la película 'Lumiere d'éte.                                                                   | Música de película |
| 1943   | Música para la película Lucrece.                                                                           | Música de película |
| 1943   | Música para la película Le ciel est a vous.                                                                | Música de película |
| 1942   | Música para la película Les inconnus dans la maison.                                                       | Música de película |
| 1953   | Música para la película Au coeur de l'Île de France.                                                       | Música de película |

- Datos: Q119957